# 小寺成蔵
小寺 成蔵（こでら せいぞう、1852年（嘉永5年）6月 - 没年不明）は、日本の実業家。岐阜県（安八郡大垣町）・兵庫県（神戸、葺合熊内町）の士族。尼崎紡績監査役。関西学院高等商業学部教授・小寺敬一は長男（スペイン風の同本邸、同六甲山荘で知られる）、大日本紡績社長・小寺源吾は養子。

## 略歴
初代大垣商工会議所代議員を務め、美濃実業銀行の中心人物であった。大阪電気分銅会社社長を辞任した後、同社平取締役となり、1879年 (明治31年) 4月、大垣共立銀行を代表して、尼崎紡績監査役に選任される。自邸は神戸市中央区熊内町にあった。

## 系譜
小寺家は大垣戸田藩勘定方家老の家系であった。
- 妻 - 小寺しげ
  - 長男 - 敬一
  - 養子 - 源吾
    - 孫 - 小寺武四郎
    - 孫 - 小寺新六郎